# 林垂午
林垂午（1948年—），浙江平阳人，汉族，中华人民共和国政治人物、第十二届全国人民代表大会浙江地区代表。
加入中国共产党。2013年，被选为全国人大代表。